# Filotás Lili
Filotás Lili, olykor Filótás, néhol Lily, szül. Filotás Amália Rozália Mária (Marosvásárhely, 1908. december 22. – Victoria, Kanada, 1988. október 17. ) rádióbemondó, a Hungária Magazin felelős kiadója és szerkesztője.

## Élete
Filotás Ferenc huszárezredes és Tarcsai (olykor Tarcsay) Mária gyermeke, testvére Filotás Tivadar huszárkapitány, amszterdami öttusázó olimpikon. Érettségit a fővárosi Sacré Coeur zárdában tett, ezt követően került 1931-ben a Magyar Rádióhoz, mint bemondó. 

„A karcsú, magas, csinos szőke lány bájosan viselte a hirtelen rászakadt népszerűséget. A német, francia és angol mellett japánul és kínaiul is tanult, távolkeleti tervei voltak, aztán barátnőjét elkísérte a felvételi próbára, és a Sándor utcában kötött ki. [...] Lili derűs, mosolygós jelenség volt, ez a hangján is érződött, hiába igyekezett komolynak mutatkozni, és hiába próbálta a dörmögő Radó is komolyítani, nem sikerült neki. Tragikus események beolvasását nem szívesen bízták rá. Akárcsak rövid pályát befutó elődje, Geister Sári, ő is hadilábon állt a számokkal és a pontos időjelzéssel. Üde, csevegő hanghordozását elfogadták, sőt megszerették a hallgatók.”

– Szalóczy Pál

1934. február 19-én Budapesten, az I. kerületben házasságot kötött Tamás István egyesületi titkárral, Goldscheider Márk és Reisz Margit fiával, akitől 1940-ben elvált. 1936-tól kezdve 8 éven át Budapester Rundschau, illetve Hungária Magazin címmel szerkesztett periodikát. 1940. december 4-én Budapesten, a Ferencvárosban hozzáment Kováts István BESZKÁRT-intéző és pilótafőhadnagyhoz, Kováts Miklós és Botka Terézia fiához. 1945-ben szovjet fogságba került, ahonnan 1946-ban tért haza. A rádióhoz ezt követően nem vették vissza, így a földalattinál osztályidegenként mint munkás dolgozott. 1951-ben gyerekeivel együtt kitelepítették, s Szikszón végzett útfenntartási munkálatokat. Ruhát és élelmet korábbi férjétől kapott. Egy ideig a szikszói kórház gyermekosztályán volt ápolónő, majd az 1956-ban forradalom alatt a miskolci egyetemisták felkérték rádióbemondónak. Ezután volt férjével és gyermekeivel előbb Németországba, majd Kanadába vándorolt ki. Torontóban különváltak, a gyermekekkel Vancouver felé vette az irányt. Itt nappal egy apácazárdában dolgozott mint irodai munkás, amiért lakást biztosítottak számára, este irodaházak takarításából tartotta fenn magát. Lánya hittérítő apáca lett, fia ingatlanügynökként dolgozott.
16 nyelven tudott, ebből 4-et iskolás korában tanult meg. Munkanyelve a német, az angol, a francia és az olasz volt.

## Filmjei
- Halló, Budapest (1935)
- Lovagias ügy (1936-37)
- Édes ellenfél (1941)

## Emlékezete
Filotás Lili neve elhangzik a Locomotiv GT A rádió című dalában.
| „ | Bár Skoff Elzát és Filotás Lilit kevesen ismerték, Azt tudta minden hallgató, hogy a hangjuk milyen szép. | ” |
|   | |   |

Nevét őrzi a 287711 Filotáslili kisbolygó.